# Richmond (municipal county)
Richmond, Municipality of the County of Richmond – jednostka samorządowa (municipal county) w kanadyjskiej prowincji Nowa Szkocja powstała 17 kwietnia 1879 na bazie terenów hrabstwa Richmond. Według spisu powszechnego z 2016 obszar county municipality, składający się z trzech (A, B, C) części (będących jednostkami podziału statystycznego (census subdivision)) to: 1243,72 km² (A: 465,13 km², B: 648,90 km², C: 129,69 km²), a zamieszkiwało wówczas ten obszar 8458 osób (A: 3796 os., B: 1512 os., C: 3150 os.).